# Ab Osterhaus
Albertus Dominicus Marcellinus Erasmus (Ab) Osterhaus (Amsterdam, 2 juni 1948) is een Nederlands viroloog en infectieziektendeskundige.

## Opleiding en carrière
Osterhaus studeerde van 1967 tot 1974 aan de Universiteit Utrecht, Faculteit Diergeneeskunde, waar hij cum laude afstudeerde als dierenarts. Vervolgens promoveerde hij in 1978 aan diezelfde universiteit op het proefschrift Feline infectious peritonitis: identification, propagation and epidemiology.
Osterhaus werkte 16 jaar bij het Rijksinstituut voor Volksgezondheid en Milieu (RIVM) te Bilthoven, waar hij verschillende functies bekleedde. Zijn laatste positie was hoofd van het Laboratorium voor Immunobiologie. In die periode werd hij tevens benoemd tot deeltijdhoogleraar in de milieuvirologie aan het Instituut voor Virologie van de Universiteit Utrecht. In 1993 werd hij benoemd tot hoogleraar in de virologie aan de Medische Faculteit van de Erasmus Universiteit Rotterdam. Hij was in die hoedanigheid tevens hoofd van de Afdeling Virologie van het Erasmus MC tot 2013. Daarna werd hij de oprichter van een nieuw instituut aan de Tierärztliche Hochschule (TiHo) te Hannover waar hij onderzoek verricht naar zoönosen.
Hij was hoofd van een tweetal referentiecentra voor de Wereldgezondheidsorganisatie: het Nationaal Influenza Centrum en het Wereld Referentiecentrum voor Mazelen. Verder is hij lid van een aantal nationale en internationale beraadsgroepen en commissies die zich bezighouden met het voorkomen van infectieziekten bij mens en dier. Osterhaus speelde tevens een belangrijke rol bij de identificatie van het SARS-coronavirus, dat het Severe Acute Respiratory Syndrome (SARS) veroorzaakt. De Wereldgezondheidsorganisatie maakte op 16 april 2003 bekend dat definitief was vastgesteld dat het om een coronavirus ging.

## Onderscheidingen en prijzen
In 1998 ontving Osterhaus de M.W. Beijerinck Virologie Prijs. Op 15 oktober 2003 werd hij benoemd tot Commandeur in de Orde van de Nederlandse Leeuw.
In februari 2004 heeft zijn laboratorium een bestaand medicijn gevonden dat tevens helpt tegen het SARS-virus. Het gaat om pegylated interferon alpha dat tegen het hepatitis C-virus gebruikt wordt. Het onderzoek is in maart 2004 gepubliceerd in het internationale medisch tijdschrift Nature.
Tevens ontving Osterhaus in 2004 de Saal van Zwanenberg Prijs, toegekend aan wetenschappers die een uitzonderlijke prestatie hebben geleverd tot bevordering van wetenschappelijk onderzoek. Ook ontving hij de Reinier de Graaf Medaille, uitgereikt door het Genootschap tot bevordering van Natuur-, Genees- en Heelkunde.
Ab Osterhaus heeft in Parijs de Grand Prix Scientifique 2007 van de Fondation Louis D. ontvangen. Osterhaus is met de wetenschapsprijs onderscheiden wegens zijn onderzoek op het gebied van infectieziekten die overdraagbaar zijn van dieren op mens. De prijs van 750.000 euro deelt hij met de Britse onderzoeker John J.Skehel.

## Kritiek
Het NRC meldt op 3 januari 2008 dat op de dag ervoor in PLoS ONE een artikel verscheen dat het farmaceutisch bedrijf GSK onder het Rotterdamse bedrijf Viroclinics, dat gelieerd is aan de onderzoeksgroep van Ab Osterhaus, een vaccin tegen twee varianten van het vogelgriepvirus H5N1 heeft ontwikkeld. Het is daarmee de eerste brede bescherming die veilig op mensen kan worden gebruikt.
In 2009 was Osterhaus als adviseur van de overheid betrokken bij de bestrijding van de varkensgriep. Op 14 augustus 2009 schreef weblog Seven over een  onderzoek naar de aandelenposities van Ab Osterhaus in Viroclinics B.V. en IscoNova A.B en zijn werk voor farmaceutische bedrijven waaronder GSK waar vaccins vandaan komen en de  belangenverstrengeling die dat met zich meebracht. Op 26 september van dat jaar berichtte ook het Radio 1-programma Argos over zijn eventuele belangenverstrengeling. Osterhaus werd toen telefonisch geconfronteerd met zijn 9,8 of 9,9 procent van de aandelen in Viroclinics. Osterhaus en het Erasmus MC ontkenden beiden dat er sprake was van belangenverstrengeling: Osterhaus gaf aan er zelf niet beter van te worden en zijn werkgever benadrukte dat Osterhaus transparant en volgens de regels handelde.

## Coronacrisis
In 2020 verscheen Osterhaus veelvuldig in de media als deskundige op het gebied van infectieziektenbestrijding naar aanleiding van de coronacrisis – de uitbraak in Nederland van het coronavirus SARS-CoV-2 dat de besmettelijke aandoening COVID-19 veroorzaakt. Hij liet zich daarbij kritisch uit over de maatregelen die het kabinet-Rutte nam om verspreiding van het virus tegen te gaan.